# Stele di confine di Akhenaton
Le stele di confine di Akhetaton sono una serie di cippi, anche scultorialmente elaborati, erette sulle alture che circondano la piana di Amarna, l'antica Akhetaton, dal faraone Akhenaton della XVIII dinastia. Il sovrano trasferì la capitale delle Due Terre, e la sua Corte, nell'area di Amarna con il preciso intento di allontanarsi da ogni divinità e, in special modo, dal clero amoniano. Onde sottolineare l’intento di allontanarsi definitivamente dalla città di Tebe, Akhenaton fece scolpire sulle stele il suo giuramento di mai "sconfinare in eterno"".

## Realizzazione e tipologia
Le stele confinarie di Amarna note sono 15, classificate con lettere dell'alfabeto solo in parte progressive (A, B, F, J, K, L, M, N, P, Q, R, S, U, V, X). Se ne riconoscono, in genere, due versioni K, X, M risalenti agli anni IV e V, e le altre risalenti all'anno VI; quasi tutte prevedono un rinnovo del giuramento nell'anno VIII.. In linea generale, tutte le steli seguono una medesima struttura: sono arrotondate in alto ove si trova il disco solare dell'Aton i cui raggi divergenti puntano verso il basso e recano, alle narici dei personaggi rappresentati, il simbolo ankh della vita; la parte superiore è generalmente occupata dal re, dalla regina, in atto di adorazione, e da due principesse recanti sistri; la parte inferiore è occupata da linee di testo.

## Storia
La prima stele, sul lato occidentale, venne scoperta nel 1714 dal viaggiatore, gesuita, Padre Claude Sicard.La stele era affiancata da statue riportate in un disegno della spedizione di Robert Hay, ma che già non erano più esistenti nel 1908, come risulta dalle tavole XXXIV e XLIII di Norman de Garis Davies. Nel 1798 gli scienziati aggregati alla spedizione napoleonica realizzarono una prima planimetria dell'area amarniana che venne pubblicata nella Description de l'Égypte. Nel 1833 una spedizione, guidata da Robert Hay e Nestor L’Hôte, visita la località scoprendo alcune tombe della necropoli di Amarna, e ricopiando i rilievi anche di alcune stele. Nel 1843 la spedizione prussiana capeggiata da Karl Richard Lepsius visita le rovine della città e ne traccia una planimetria; solo alcuni anni dopo la scoperta della stele "U", Karl Richard Lepsius rese pubblica l'esistenza delle steli il cui testo, tuttavia, fu disponibile solo dal 1908 grazie al lavoro, e ai disegni, di Norman de Garis Davies. Tutto quanto è noto della fondazione di Akhetaton e delle ragioni per cui Amenhotep IV/Akhenaton abbandonò Tebe, ci deriva proprio dal contenuto delle steli il cui valore documentario è, perciò, massimo. Prima pubblicazione significativa sull'argomento fu quella di Karl Richard Lepsius del 1849; Norman de Garis Davies agli inizi del XX secolo, basandosi anche sui lavori dei predecessori a causa dei molteplici danni nel frattempo intervenuti, basò la sua opera considerata fondamentale sull'argomento.

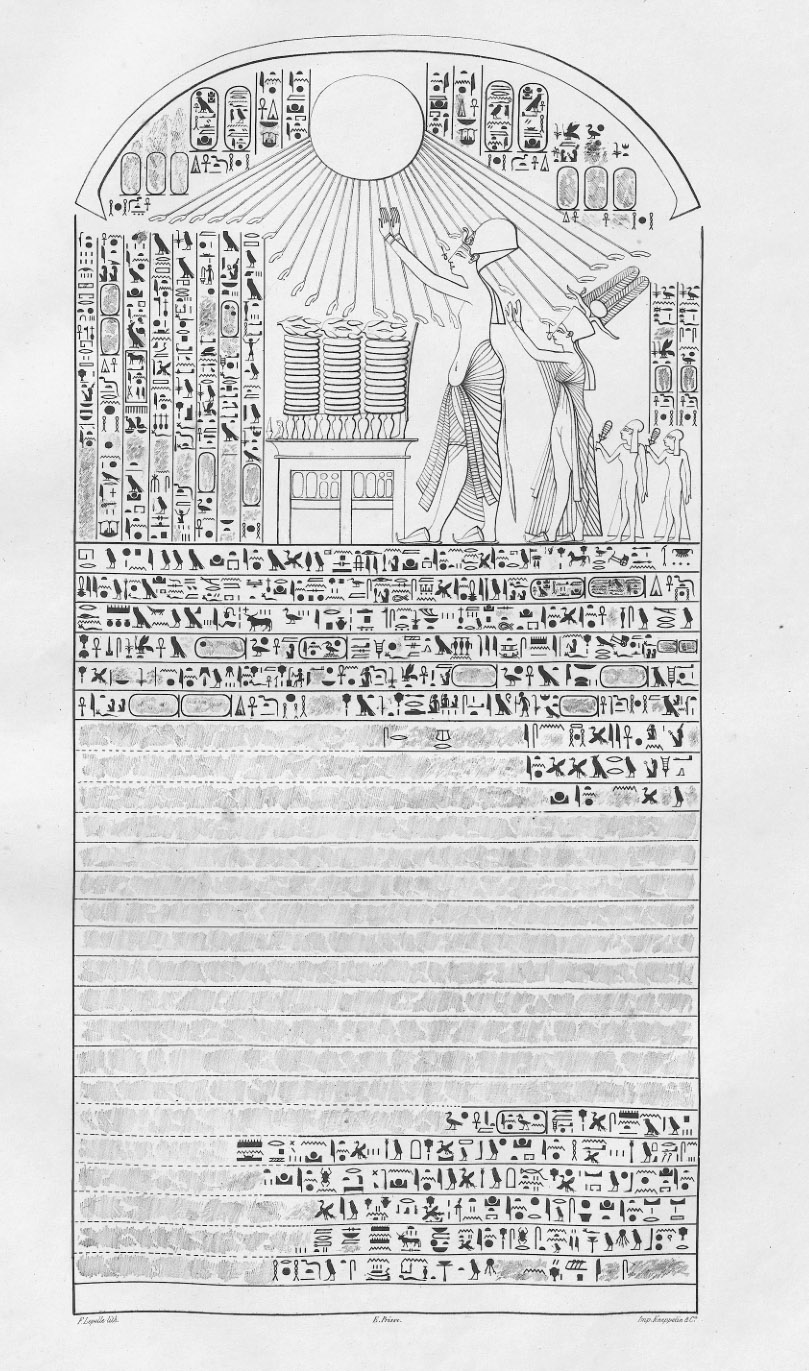
La stele "A" in un disegno di Émile Prisse d'Avennes
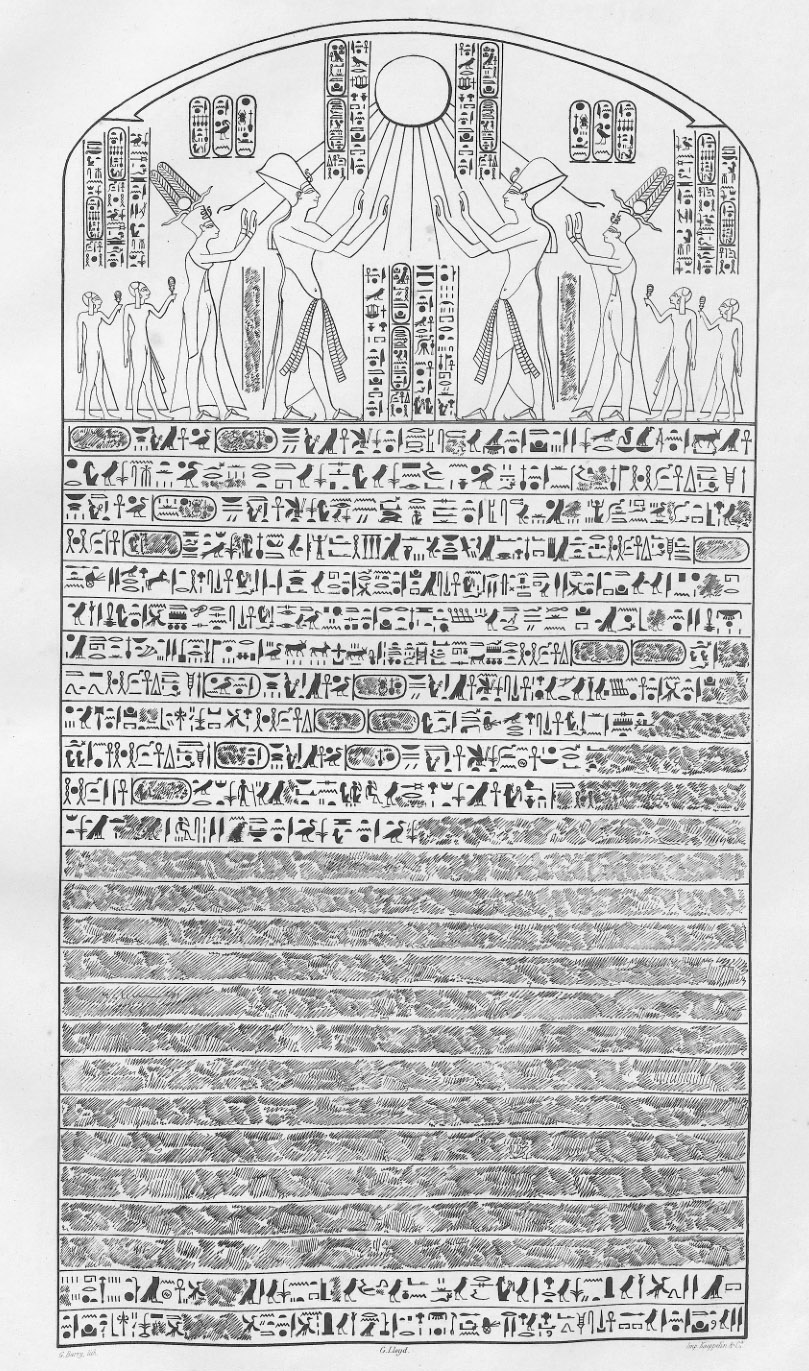
La stele "S" in un disegno di Émile Prisse d'Avennes
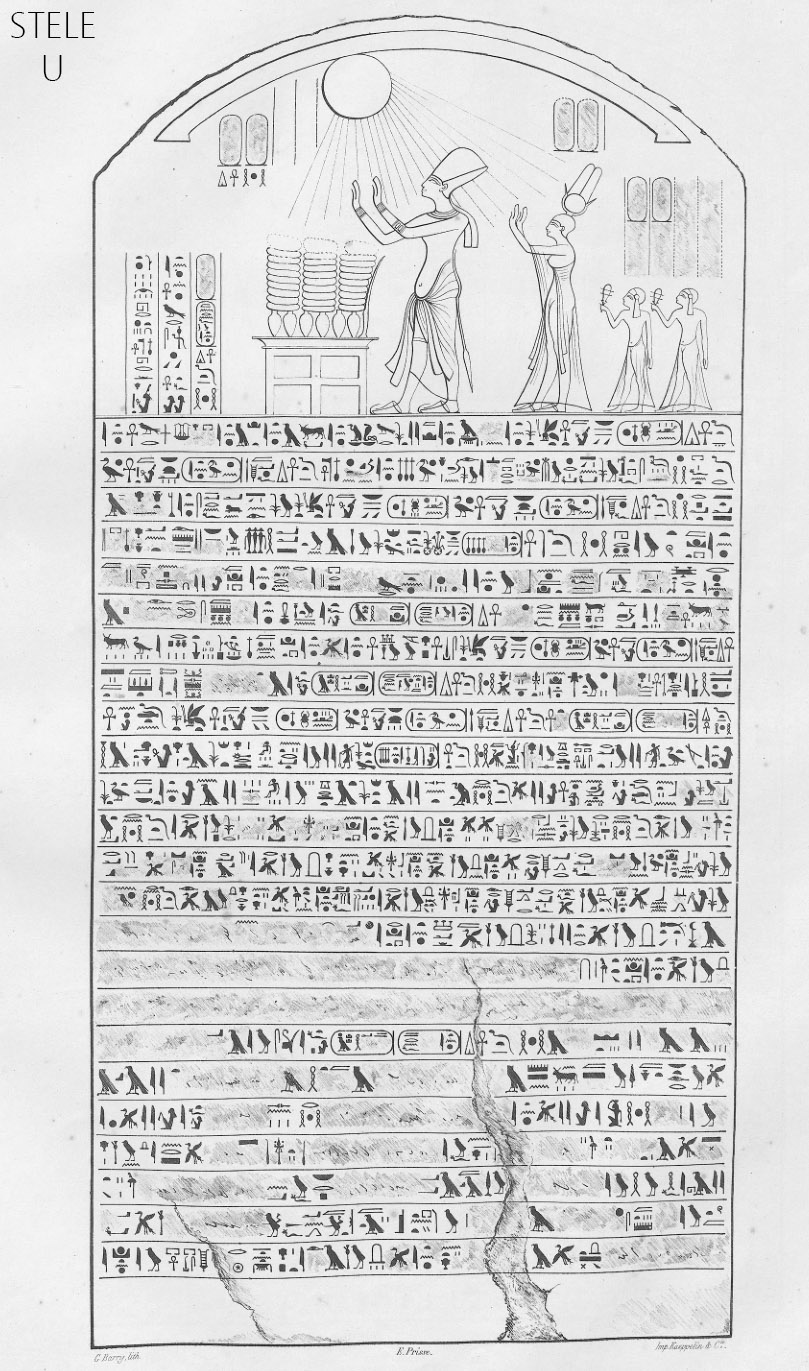
La stele "U" in un disegno di Émile Prisse d'Avennes
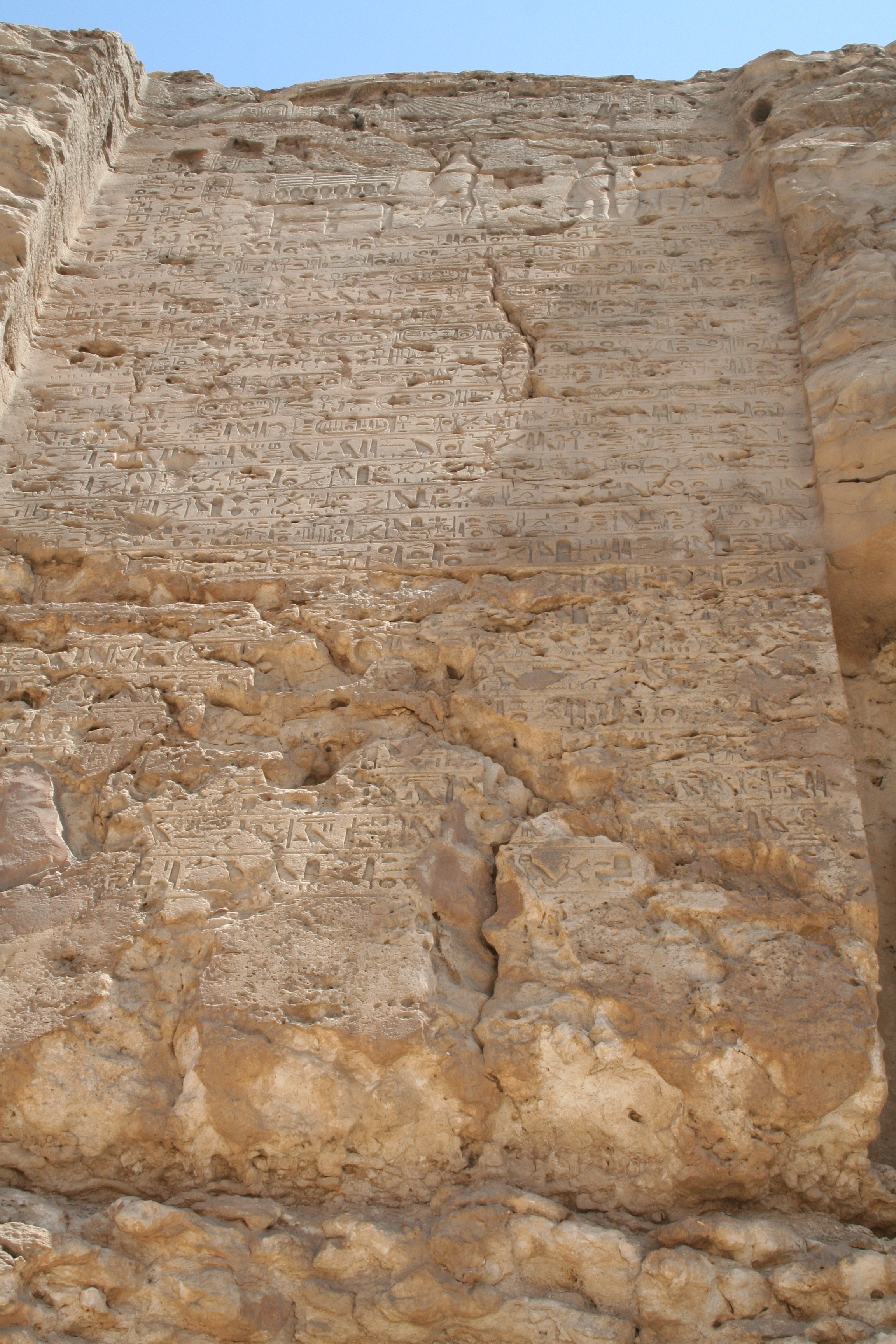
La stele "U"
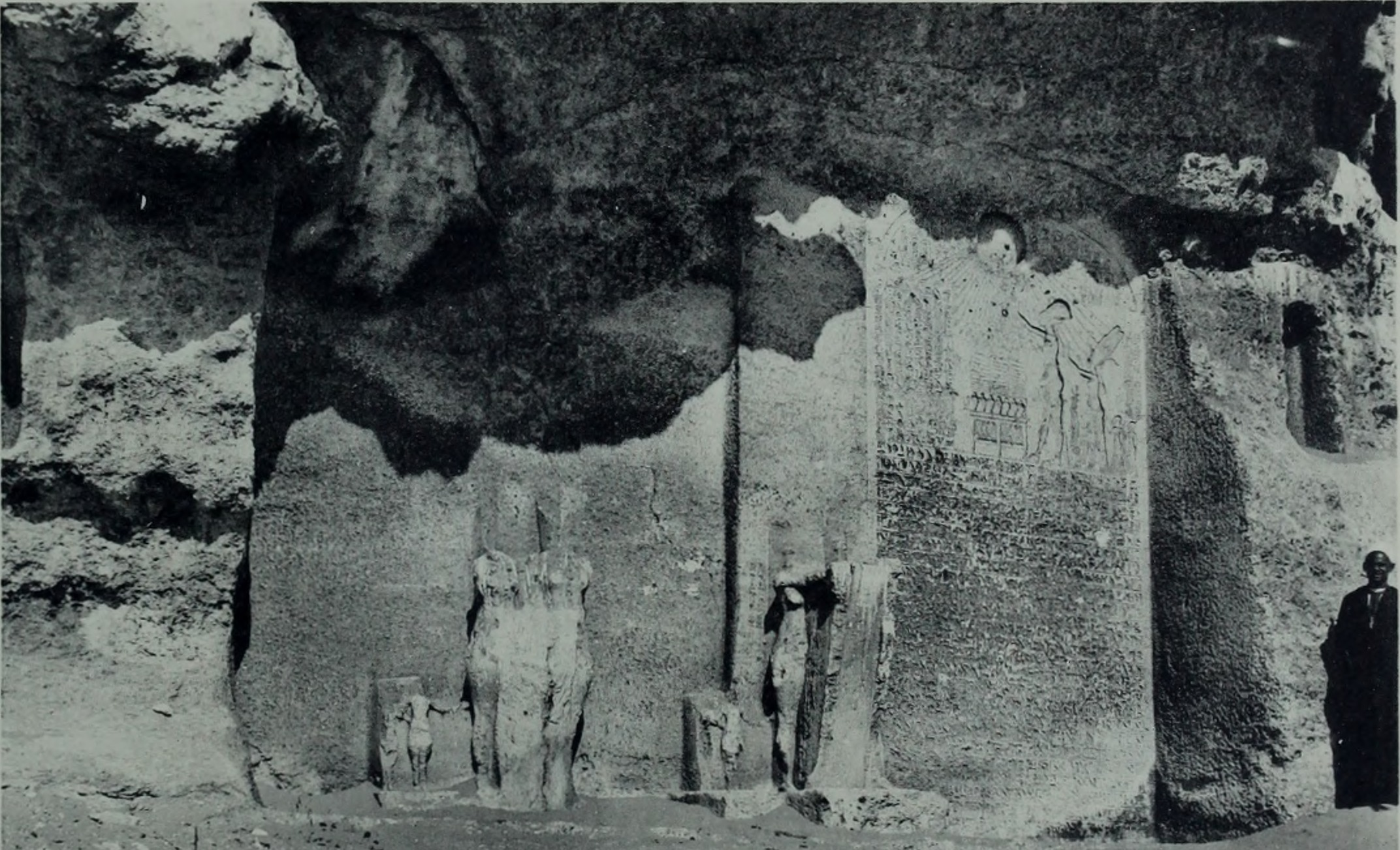
La stele "Q" in una fotografia del 1893 della Egypt Exploration Society
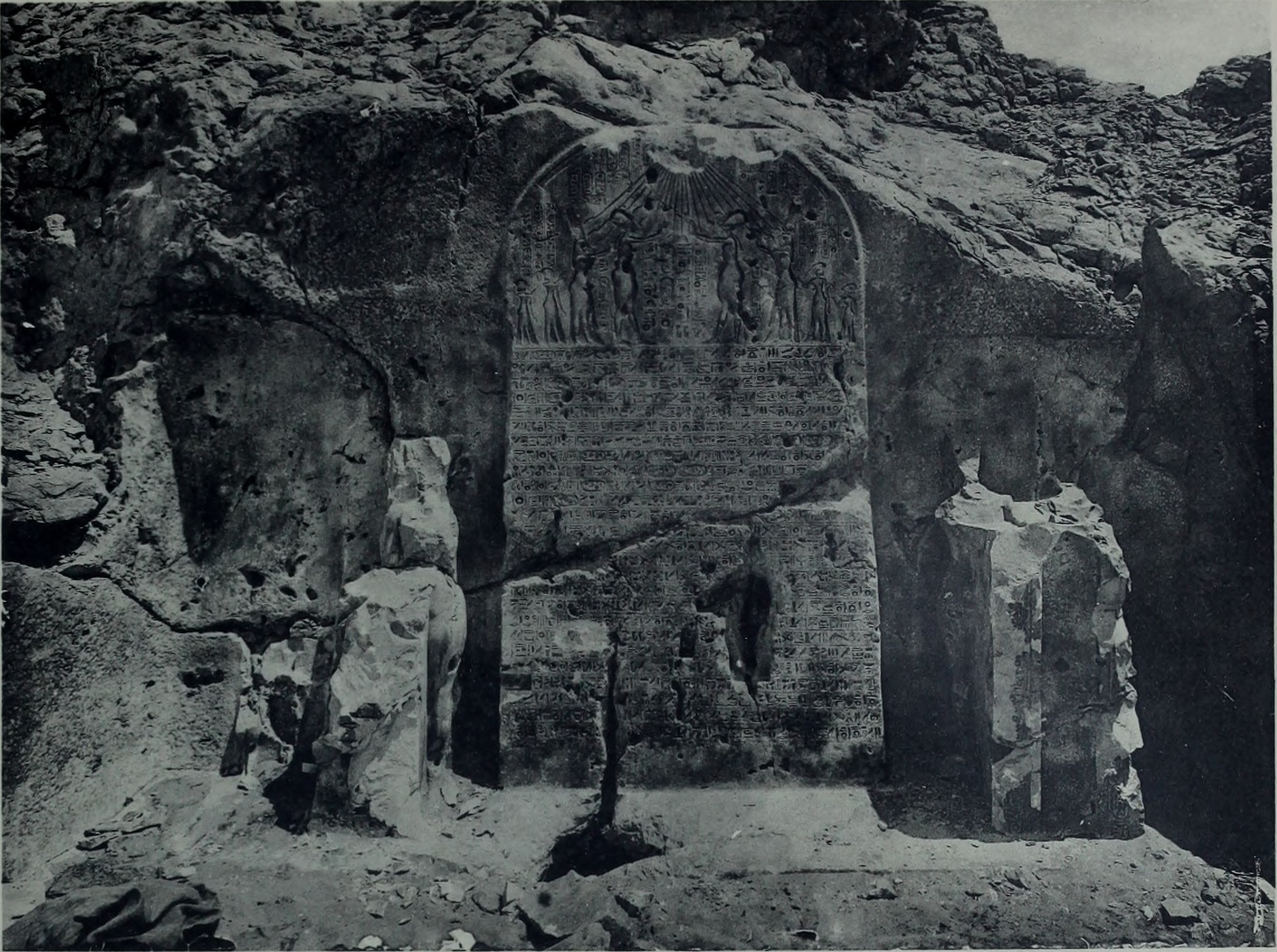
La stele "S" in una fotografia del 1893 della Egypt Exploration Society

## Le stele
- A, riva occidentale, anno VI, con rinnovo del giuramento nell'anno VIII[9]. Rilievi: Amenhotep IV, Nefertiti e le principesse Merytaton e Maketaton in adorazione di Aton; in basso, venticinque righe di testo; statue del re, della regina e delle principesse nel lato nord; rilievo rappresentante la principessa Ankhesepaaton successivamente aggiunto[15];
- B, riva occidentale, anno VI, con rinnovo del giuramento nello stesso anno VI, ulteriore rinnovo nell'anno VIII. Rilievi: il re, la regina e due principesse in adorazione di Aton; in basso, ventisette linee di testo[15];
- F, riva occidentale, anno VI, con rinnovo del giuramento nell'anno VIII. Parte superiore distrutta; in basso, quattordici linee di testo[15];
- J, riva orientale, anno VI, con rinnovo del giuramento nell'anno VIII. il re, la regina e due principesse in adorazione di Aton; in basso, otto linee di testo[15];
- K, riva orientale, anno IV, riscritta nell'anno V. Rilievi: il re, la regina, la principessa Merytaton e, aggiunta successivamente, la principessa Maketaton, in adorazione di Aton; in basso, otto linee di testo; in verticale, ventuno linee di testo[15];
- L, riva orientale, anomala [N 6];
- M, riva orientale, anno V. Rilievi, molto malridotti: il re, la regina e una, o forse due, principesse in adorazione di Aton; in basso, linee di testo[15];
- N, riva orientale, anno VI, con rinnovo del giuramento nell'anno VIII. Rilievi: il re, la regina e due principesse in adorazione di Aton; in basso, ventisei linee di testo e due gruppi statuari ai lati[15];
- P, riva orientale, anno VI, con rinnovo del giuramento nell'anno VIII[N 7][16];
- Q, riva orientale, anno VI, con rinnovo del giuramento nell'anno VIII. Rilievi: doppia scena del re, della regina e due principesse in adorazione di Aton; in basso, ventisette linee di testo (parte inferiore distrutta) e due gruppi statuari ai lati della stele (distrutti)[15];
- R, riva orientale, anno VI, con rinnovo del giuramento nell'anno VIII[N 8]. Rilievi: doppia scena del re, della regina e di due Principesse; in basso, ventinove (?) linee di testo e resti di un gruppo statuario a nord[15];
- S, riva orientale, anno VI, con rinnovo del giuramento nell'anno VIII[N 9][16]. Rilievi: doppia scena del re, della regina e di due principesse che adorano Aton; in basso, ventisei linee di testo e un gruppo statuario su ciascun lato della stele[15];
- U, riva orientale, anno VI, con rinnovo del giuramento nell'anno VIII[N 5]. Il re, la regina e due principesse adorano Aton; in basso, ventiquattro linee di testo[15];
- V, riva orientale, anno VI, con rinnovo del giuramento nell'anno VIII;
- X, riva orientale, anno V[N 10]. Rilievi: Scena distrutta del re, della regina e della principessa Merytaton (?) in atto di adorazione e linee di testo in basso[15].

### Annotazioni
1. ↑  La sequenza venne stabilita da Flinders Petrie, nel 1891, lasciando libere alcune posizioni per consentire di inserire eventuali scoperte future ipotizzando, per interpolazione, i luoghi in cui più verosimilmente sarebbero potute essere state posizionate altre steli.
2. ↑  Le steli, nel testo ripetitive, retoriche e pompose, prevedevano, nella parte principale, con modifiche relative ai periodi in cui furono erette e con variazioni minime tra di esse, un'introduzione con i titoli del re e della divinità, che recita: "In questo giorno [...] quando il re era in Akhetaton, la sua Maestà apparve su un grande carro di elettro, come Aton quando sorge all'orizzonte e riempie la terra con l'amore e la piacevolezza di Aton. Egli si incamminò sulla buona strada verso Akhetaton, il luogo del suo primevo evento, che Egli [Aton] scelse per comparire ogni giorno, e che suo figlio Waenra [Akhenaton] ha costruito per lui..."
3. ↑  Nestor Hippolyte Antoine L’Hôte (1804 – 1842) egittologo francese, disegnatore e pittore, partecipò alla missione franco-toscana di Ippolito Rosellini del 1828-1829 unitamente a Jean François Champollion.
4. ↑  Agli appunti di Nestor l'Hote, in diciassette volumi, la cui opera non venne tuttavia mai interamente pubblicata, si deve il lavoro più completo poiché egli provvide a ricopiare tutte le iscrizioni, anche quelle palesemente meno importanti. Anche il lavoro di Hay non venne mai pubblicato (circa settanta disegni sono conservati presso il British Museum); si deve ritenere che si sia interessato anche delle tombe meridionali giacché su un appunto relativo alla TA25 di Ay si legge: "tomba da me aperta".
5. 1 2  Prima stele del lato orientale scoperta nel 1840 dal mercante inglese Anthony Charles Harris. È alta circa 7,30 m ed è, oggi, l'unica più facilmente raggiungibile
6. ↑  Molto rovinata già all'atto della scoperta, non è noto l'anno di realizzazione e normalmente, proprio a causa della scarsità delle notizia ricavabili, non inserita nell'elenco delle steli che vengono spesso indicate in numero di 14 e non 15.
7. ↑  Non più esistente; nel 1908 Norman de Garis Davies riporta, genericamente, che i copti, credendo che la stele fosse in realtà una porta per accedere a una camera del tesoro nascosta, la fecero saltare con la dinamite.
8. ↑  Alcuni pezzi della stele R vennero acquistati, negli anni '40 del '900, dal Museo del Louvre.La stele era affiancata da due statue di Akhenaton e Nefertiti di cui, però, non resta traccia dopo i maldestri, illegali, tentativi di asportazione.
9. ↑  Nel 1908 Norman de Garis Davies la indicò come la meglio conservata poiché ricavata in una vena di calcare "dura come l'alabastro". Successivamente, tuttavia, la stele venne ugualmente aggredita da cercatori di tesori nascosti e, mediante taglio di solchi profondi e larghi, ridotta per asportarne parti da vendere sul mercato illegale a collezionisti e musei. Già pesantemente danneggiata negli anni '80 del '900, venne definitivamente distrutta, con l'esplosivo, nel 2004.
10. ↑  Inserita nel 1901 da Norman de Garis Davies.

### Fonti
1. ↑  Reeves 2001,  pp. 107-111.
2. ↑  Porter e Moss 1968,  vol. IV, p. 230.
3. ↑  Davies 1903,  vol. V, pp. 19-34 e tavv. da XXV a XXXIII e da XXXVII a XLIII.
4. ↑  Reeves 2001,  p. 108.
5. ↑  Davies 1903,  vol. V, pp. 28-31, per i testi delle steli dell'anno IV.
6. ↑  Davies 1903,  vol. V, pp. 31-34, per i testi delle steli dell'anno VI.
7. ↑  Reeves 2001,  pp. 118-119 per l'elencazione delle steli.
8. ↑  Davies 1903,  vol. V, pp. 22-23.
9. 1 2  Davies 1903, vol. V, tavole XXXIV e XLIII.
10. ↑  Davies 1903, Vol. I, pp. 4-5.
11. ↑  Reeves 2001,  p. 107.
12. ↑  Lepsius 1849.
13. ↑  Davies 1903, in sei volumi, pubblicati dal 1903 al 1908.
14. ↑  Murnane 1993,  pp. 2-6.
15. 1 2 3 4 5 6 7 8 9 10 11 12  Porter e Moss, Topographical Bibliography of Ancient Egyprian Hierogliphic..., Oxford, Griffith Institute, 1968, Parte IV, pp. 230-232
16. 1 2  Davies 1903,  vol. V, p. 26.